# Insulina

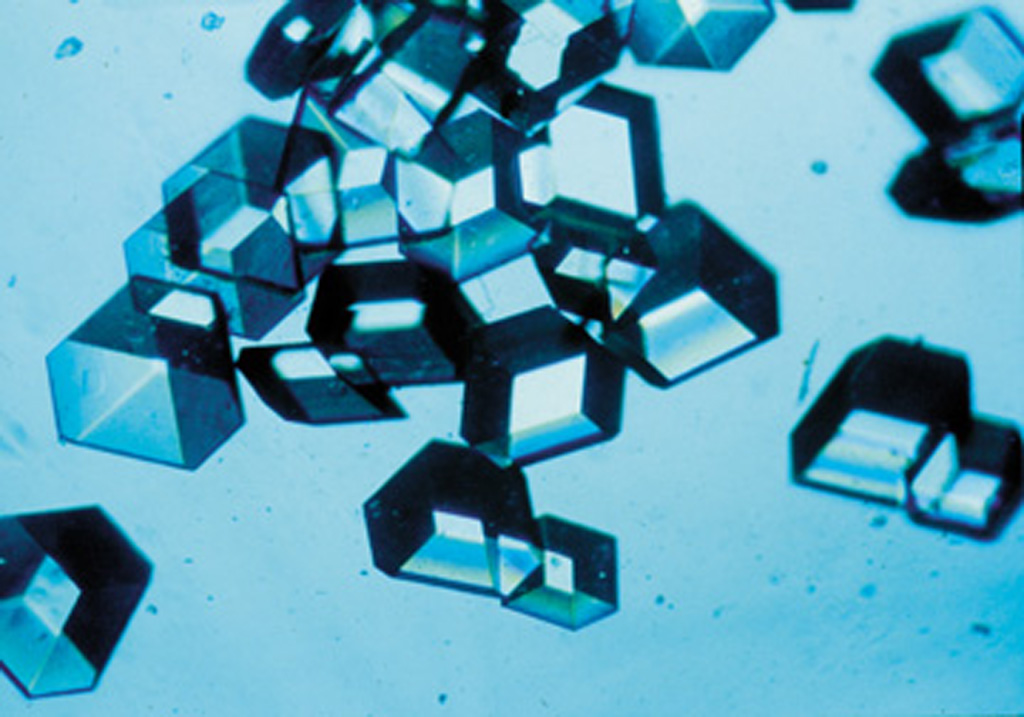
Kryształki insuliny

Insulina (łac. insula – pol. wyspa) – anaboliczny hormon peptydowy o działaniu ogólnoustrojowym odgrywający zasadniczą rolę w metabolizmie węglowodanów, a także białek i tłuszczów wydzielany przez część wewnątrzwydzielniczą trzustki, a dokładniej przez komórki beta wysp Langerhansa.

## Odkrycie

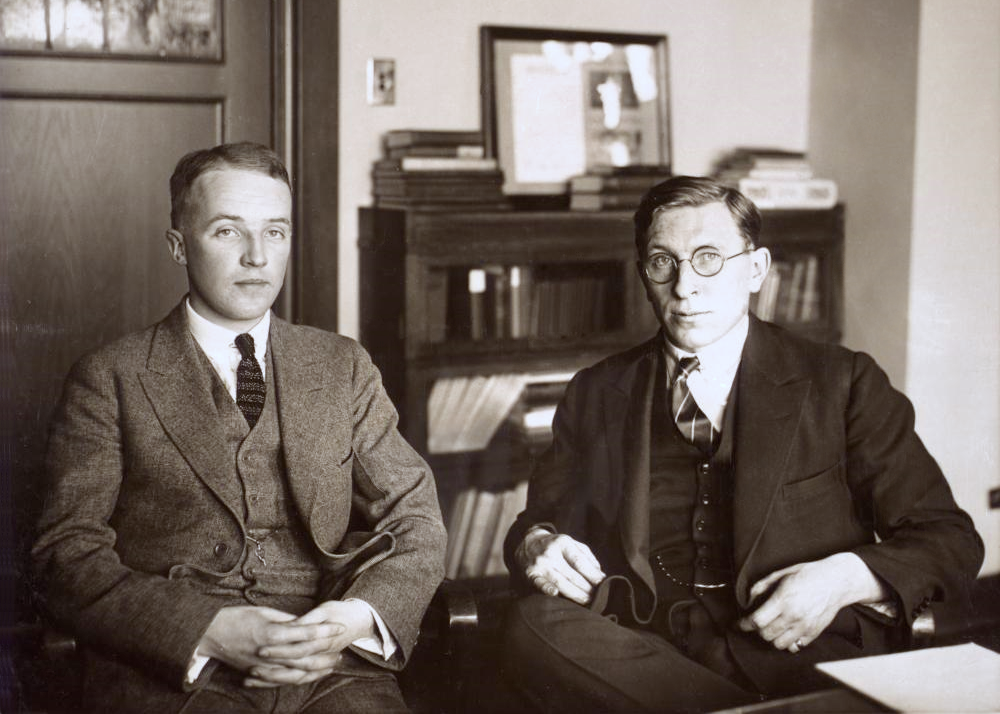
Best i Banting około roku 1924

Insulina została odkryta w 1922 roku przez Fredericka Bantinga i jego asystentów Charlesa Besta, oraz Jamesa Collipa i Johna Macleoda. W 1923 za odkrycie insuliny Banting otrzymał Nagrodę Nobla. Za współpracę w tym odkryciu razem z nim wyróżniono nagrodą jego zwierzchnika, Johna Macleoda, natomiast pominięto Besta oraz Jamesa Collipa, chociaż sam Banting uważał, że należała się ona Bestowi bardziej niż Macleodowi. W akcie solidarności Banting podzielił się premią finansową z Bestem.
Kolejną Nagrodę Nobla związaną z insuliną odebrał w 1958 roku Frederick Sanger, który trzy lata wcześniej ustalił sekwencję aminokwasową insuliny. W 1963 roku zsyntetyzowano ją chemicznie – w obu przypadkach było to pierwsze białko, dla którego się to udało. W 1969 Dorothy Crowfoot Hodgkin za pomocą krystalografii rentgenowskiej ustaliła budowę przestrzenną insuliny.
Odkrycie insuliny było jednym z ważniejszych odkryć medycznych w tamtym czasie i stanowiło przełom w leczeniu cukrzycy.

## Biosynteza i struktura chemiczna insuliny
Insulina jest produkowana i wydzielana przez część wewnątrzwydzielniczą (endokrynną) trzustki, konkretnie przez komórki beta wysp trzustkowych, które stanowią 3/4 wszystkich komórek wyspowych.
Hormon ten należy do grupy hormonów peptydowych, powstaje jako efekt połączenia 51 reszt aminokwasowych. Cząsteczka insuliny składa się z 2 łańcuchów polipeptydowych alfa (A) i beta (B). Zawiera ona trzy mostki dwusiarczkowe – dwa pomiędzy łańcuchem A i B, trzeci mostek łączy dwie reszty cysteiny tylko w obrębie polipeptydu A.
Biosynteza insuliny podlega schematowi syntezy typowego hormonu peptydowego:
1. Po transkrypcji genu insuliny dochodzi do translacji mRNA powstałego na matrycy DNA. Biosynteza białka zachodzi dzięki rybosomom znajdującym się na retikulum endoplazmatycznym szorstkim (RER). W wyniku syntezy powstaje preproinsulina – cząsteczka składa się z peptydu sygnałowego, peptydu A, peptydu B oraz peptydu C.
2. Peptyd sygnałowy kieruje preprohormon do światła siateczki. Nie występują tutaj jeszcze wiązania (mostki) dwusiarczkowe.
3. W RER dochodzi do odcięcia sekwencji sygnałowej i powstania proinsuliny. Cząsteczka ta wyposażona jest w mostki dwusiarczkowe.
4. Proinsulina zostaje przetransportowana do aparatu Golgiego.
5. Dzięki aparatowi Golgiego proinsulina pakowana jest w pęcherzyk wydzielniczy zawierający odpowiednie enzymy proteolityczne.
6. Enzymy tną proinsulinę na insulinę i peptyd C w obrębie pęcherzyka.
7. Po otrzymaniu odpowiedniego sygnału uwalniającego, komórka beta trzustki uwalnia zawartość pęcherzyka do przestrzeni śródmiąższowej na zasadzie egzocytozy.
8. Insulina przemieszcza się do krwi, jest rozprowadzana po organizmie i wywołuje odpowiednie efekty.

Okres półtrwania tego polipeptydu wynosi 5 minut, w osoczu transportowany jest w formie rozpuszczonej, niezwiązanej z białkami.

## Wydzielanie insuliny – sygnały pobudzające i hamujące
Sygnały pobudzające do wydzielania insuliny pochodzą z następujących źródeł:
- Zwiększone stężenie glukozy w osoczu – główny bodziec, odpowiedź pojawia się, gdy stężenie glukozy w osoczu przekracza 100 mg/dL.
- Zwiększony poziom aminokwasów w osoczu.
- Wyprzedzający efekt hormonów przewodu pokarmowego – nawet 50% wydzielanej insuliny pochodzi dzięki działaniu peptydu glukagonopodobnego GLP-1 wydzielanego przez komórki jelita cienkiego. Udział ma tutaj również GIP, czyli glukozozależny peptyd insulinotropowy wydzielany także przez te komórki. Oba hormony zostają wydzielone przez jelito do krwi, zanim glukoza zostanie wchłonięta z przewodu pokarmowego, dzieje się to dzięki wykrywaniu obecności węglowodanów w świetle jelit. Efekt wyprzedzający chroni przed nagłym skokiem poziomu glukozy we krwi. Ponad to inne hormony jelitowe wzmagają wydzielanie insuliny, jest to m.in. cholecystokinina (CCK).
- Stymulacja przywspółczulna – aktywność układu parasympatycznego działającego na jelita i trzustkę wzrasta w czasie i po posiłku dzięki rozciąganiu ścian przewodu pokarmowego (wykrywają to receptory wrażliwe na rozciąganie). Aktywność wydzielanej przez włókna przywspółczulne acetylocholiny zwiększa sekrecję hormonu.

Sygnały hamujące wydzielanie insuliny są następujące:
- Spadek stężenia glukozy w osoczu – działa tu mechanizm sprzężenia zwrotnego ujemnego.
- Stymulacja współczulna – w sytuacjach stresowych, neurony współczulne zaopatrujące endokrynną część trzustki wydzielają noradrenalinę, neurotransmiter hamuje wydzielanie insuliny.
- Katecholaminy obecne w osoczu – w sytuacjach stresowych stymulacja współczulna powoduje także uwalnianie katecholamin z rdzenia nadnerczy. Adrenalina i noradrenalina hamują wydzielanie insuliny.

## Wydzielanie insuliny w mechanizmie prostego odruchu endokrynnego
Od dawna wiadomo, że zmiany potencjału błonowego odgrywają rolę w działaniu tkanek pobudliwych – czyli tkanki nerwowej i mięśniowej. Niedawno natomiast zrozumiano, że zmiany potencjału błonowego mogą działać jak sygnał także dla tkanek niepobudliwych. Jednym z najlepiej opisanych mechanizmów, w którym zmiana potencjału błonowego wywołuje efekt w tkance niepobudliwej jest wydzielanie insuliny przez komórki beta trzustki. Działa tutaj prosty odruch endokrynny tłumaczący „skąd komórki beta trzustki wiedzą, że należy wydzielić insulinę, w odpowiedzi na zwiększone stężenie glukozy”.
W uwalnianiu insuliny znaczące są dwa kanały jonowe:
- Kanał wapniowy bramkowany napięciem – kanał otwiera się w odpowiedzi na depolaryzację błony komórkowej. Przy spoczynkowym potencjale błonowym kanał jest zamknięty.
- Kanał potasowy bramkowany ATP – kanał zamyka się w odpowiedzi na obecność ATP (wzrost stężenia w komórce). Przy spoczynkowym potencjale błonowym kanał jest otwarty.

Wydzielanie insuliny uzależnione jest od wzrostu stężenia ATP w komórce beta w odpowiedzi na wzrost stężenia glukozy we krwi – paliwa do produkcji ATP. Mechanizm wydzielania insuliny ma się następująco:
1. Poziom glukozy we krwi wzrasta, dostaje się ona do komórki beta trzustki dzięki transporterowi GLUT (dyfuzja ułatwiona).
2. Glukoza wchodzi w reakcje kataboliczne prowadzące do zwiększenia stężenia wewnątrzkomórkowego ATP (glikoliza, cykl Krebsa, łańcuch oddechowy).
3. Wzrost stężenia ATP powoduje zamknięcie bramkowanych tym ligandem kanałów potasowych.
4. Retencja jonów potasowych w komórce prowadzi do depolaryzacji.
5. Dochodzi do otworzenia napięciowozależnych kanałów wapniowych.
6. Jony wapnia napływają do komórki zgodnie z gradientem elektrochemicznym i działają jako sygnał wewnątrzkomórkowy do sekrecji insuliny.
7. Sygnał wapniowy wywołuje egzocytozę pęcherzyków z insuliną do płynu zewnątrzkomórkowego.

Mechanizmy wydzielania insuliny, zależne od pozostałych sygnałów są inne, niż opisany powyżej prosty odruch endokrynny.

## Działanie insuliny
Głównymi narządami docelowymi dla insuliny są wątroba, tkanka tłuszczowa, mięśnie szkieletowe.
Receptor insulinowy wykazuje działanie kinazy tyrozynowej, jest to receptor błonowy. W wyniku wiązania insuliny z receptorem dochodzi do kaskady procesów, które nie zostały w pełni poznane.
Wiadomo natomiast, że receptor fosforyluje białka zwane substratami receptora insulinowego (IRS). Działają one przez złożony szlak reakcji, prowadząc do: wzmożenia lub zmniejszenia aktywności enzymów, regulacji czynników transkrypcyjnych i wbudowywania transporterów GLUT-4 do błon komórek w niektórych tkankach.
Podstawowym zadaniem insuliny jest obniżenie stężenia glukozy we krwi. Dzieje się to na cztery następujące sposoby:
- Zwiększenie transportu glukozy do większości, ale nie wszystkich tkanek reagujących na insulinę. Poniżej znajdują się przykłady działania insuliny na różne tkanki w tym aspekcie:
  - Tkanka tłuszczowa i mięśnie szkieletowe – tkanki te w spoczynku wymagają działania insuliny, aby móc pobierać glukozę z osocza. Hormon ten powoduje wbudowanie transporterów GLUT-4 do błony komórkowej umożliwiając transport glukozy do komórki na zasadzie dyfuzji ułatwionej. Gdy insulina jest nieobecna, transportery wycofują się do pęcherzyków cytoplazmatycznych. Mięśnie w trakcie wysiłku są niezależne od insuliny, jeśli chodzi o pobieranie glukozy z ECF, ponieważ dochodzi wtedy do złożonych reakcji zależnych od wapnia i białek wbudowujących transportery w błonę komórkową.
  - Wątroba – transport glukozy jest tu pośrednio zależny od insuliny. Błona hepatocytu wyposażona jest w transporter GLUT-2 zarówno w okresie głodu, jak i sytości. W okresie głodu, gradient stężeń glukozy ustala się tak, że glukoza opuszcza hepatocyt (powstaje w nim dzięki glukoneogenezie i glikogenolizie). W okresie sytości insulina aktywuje heksokinazę fosforylującą glukozę do glukozo-6-fosforanu, obniżając stężenie glukozy w hepatocycie co wzmaga transport glukozy do komórki wątrobowej.
  - Mózgowie, nerki (nabłonek transportujący), jelita – tkanki tych narządów nie wymagają insuliny do jej pobierania (a także metabolizowania).
- Zwiększenie wykorzystania i magazynowania glukozy przez tkanki – insulina aktywuje geny glikolizy i glikogenogenezy, jednocześnie hamując geny glukoneogenezy, glikogenolizy oraz lipolizy.
- Zwiększenie wykorzystania aminokwasów – insulina aktywuje enzymy biorące udział w biosyntezie białek, a hamuje enzymy rozkładające białka. Nadmiar aminokwasów przekształcany jest w kwasy tłuszczowe.
- Zwiększenie syntezy tłuszczów – insulina hamuje lipolizę i beta-oksydację a wzmaga lipogenezę.

Uwzględniając wszystkie wyżej wymienione aspekty, należy zaliczyć insulinę do hormonów anabolicznych. Brak lub niedobór insuliny przestawia komórki na katabolizm.
Do hormonów antagonistycznych dla insuliny należą m.in. hormon wzrostu, glukagon i kortyzol.

## Wytwarzanie na skalę przemysłową
Insulina była pierwszym lekiem wytworzonym metodami inżynierii genetycznej (została zatwierdzona do stosowania u ludzi w 1982 roku). Obecnie do produkcji insuliny wykorzystuje się pałeczki okrężnicy, którym wszczepia się gen ludzkiej insuliny. Hodowle bakteryjne syntetyzują ludzką insulinę, którą następnie oczyszcza się i wykorzystuje do produkcji leków.
Metoda uzyskiwania ludzkiej insuliny z wykorzystaniem bakterii została opracowana pod koniec lat 70. XX w. w City of Hope National Medical Center (Duarte, USA) w zespole prof. Keiichiego Itakury (w pracach tych brał udział polski chemik, Adam Kraszewski). Pierwszym krokiem była chemiczna synteza genu ludzkiej insuliny, a następnie wprowadzenie go do bakterii i jego ekspresja. Wprowadzenie do lecznictwa tak uzyskanej insuliny ludzkiej było bardzo dużym postępem w leczeniu cukrzycy. Wcześniej bowiem ludzka insulina była niedostępna dla chorych i stosowano insulinę bydlęcą.